# Nakajima AT-2
Nakajima AT-2 – japoński lekki samolot transportowo-pasażerski z okresu przedwojennego i II wojny światowej.  Samolot powstał jak lekki samolot pasażerski noszący oznaczenie AT-2, w 1937 został przyjęty na służbę przez Siły Powietrzne Cesarskiej Armii Japońskiej jako Ki-34, w późniejszym czasie służył także w Siłach Powietrznych Cesarskiej Marynarki Wojennej pod oznaczeniem L1N1.  W czasie wojny znany był także pod amerykańską nazwą Thora.

## Tło historyczne
W 1934 zakłady Nakajima zakupiły licencję na produkcję samolotu transportowego Douglas DC-2.  Rok później w Nakajimie rozpoczęto prace projektowane nad nowym, mniejszym samolotem pasażersko-transportowym do użycia na krótkich trasach.  Nowy samolot otrzymał oznaczenia Nakajima Aerial Transport No. 1 (AT-1), pracami projektowymi kierował inżynier Akegawa, a konstrukcja samolotu bazowała na wcześniejszych maszynach takich jak Douglas DC-2, Northrop Delta i General Aviation GA-43.
Jeszcze w czasie prac projektowych dokonano poważnych modyfikacji w konstrukcji samolotu i otrzymał on nowe oznaczenie AT-2 (w tej wersji litera „A” nie oznaczała już słowa aerial ale była inicjałem nazwiska głównego konstruktora Akegawy.  Prototyp został ukończony w 1936.

## Opis konstrukcji
Nakajima AT-2 był lekkim samolotem pasażersko-transportowym.  Samolot miał konstrukcję prawie całkowicie metalową, jedynie powierzchnie sterowe kryte były płótnem.  AT-2 miał układ dolnopłatu.  Prototyp napędzany był dwoma dziewięciocylindrowymi chłodzonymi powietrzem silnikami gwiazdowymi typu Nakajima Kotobuki 2-1 o mocy 580 KM każdy.  Wersje produkcyjne samolotu napędzane było silnikami Nakajima Ha-1b lub Nakajima Kotobuki 41 o mocy 710 KM przy starcie i 780 KM na wysokości 2800 metrów.  Prototyp miał dwupłatowe, drewniane śmigła o stałym skoku, samoloty produkcyjne miały drewniane, dwupłatowe śmigła o zmiennym skoku.
Załogę samolotu stanowiły trzy osoby, mógł on przewozić do ośmiu pasażerów.
Roziętość skrzydeł samolotu wynosiła 19,916 metrów, długość kadłuba 15,3 metrów, a jego wysokość 4,15 metrów.  Powierzchnia nośna skrzydeł wynosiła 49,2 metry kwadratowe.  Masa własna wynosiła 3500 kilogramów, masa startowa wynosiła do 5250 kilogramów.
Prędkość maksymalna na wysokości 3360 metrów wynosiła 360 km/h, a prędkość przelotowa 310 km/h.  Pułap operacyjny wynosił 7000 metrów, a zasięg do 1200 kilometrów.

## Historia

### AT-2
Prototyp został ukończony w 1936, jego pierwszy lot odbył się 12 września.  Samolot był oblatywany przez pilotów linii lotniczych Japan Air Transport Company, Manchurian Airlines Company, a także przez pilotów producenta i dwóch pilotów wojskowych.  Samolot został oceniony bardzo pozytywnie, jedyne problemy odkryte w czasie jego oblatywania dotyczyły chłodzenia silników i problemów z chowanym podwoziem.  Odkryte w prototypie problemy zostały poprawione w wersji produkcyjnej samolotu.
W latach 1937–1940 zbudowano łącznie 32 samoloty w tej wersji dla linii lotniczych Greater Japan Air Lines Company (Dai Nippon Koku KK) i Manchurian Airlines Company gdzie służyły do końca wojny.

### Ki-34 i L1N1
W 1937 samolot został przyjęty do służby przez Siły Powietrzne Cesarskiej Armii Japońskiej gdzie otrzymał nazwę Samolot Transportowy Armii Model 97 i oznaczenia Ki-34.  W siłach powietrznych Armii służył jako samolot komunikacyjny i do przewozu spadochroniarzy.  W tej wersji samolot nieco różnił się od wersji cywilnej, otrzymał inne, bardziej aerodynamiczne owiewki silników.  W latach 1937–1940 w zakładach Nakajimy w Ota zbudowano 19 samolotów tego typu, a w latach 1939-42 w zakładach Tachikawa Hikoki w Tachikawa zbudowano 299 samolotów w tej wersji.
Część samolotów została przekazana siłom powietrznym Marynarki gdzie otrzymały nazwę Samolot Transportowy Armii Typu AT-2 i oznaczenia L1N1.
Samoloty służyły do końca wojny, w czasie wojny znane były także pod amerykańską nazwą Thora.